# ウラジーミル・マミノフ
ウラジーミル・アレクサンドロヴィチ・マミノフ（ロシア語: Владимир Александрович Маминов, ラテン文字転写: Vladimir Aleksandrovich Maminov, 1974年9月4日 - ）はウズベキスタンの市民権を持つロシア・モスクワ出身の元プロサッカー選手である。現役時のポジションはMF。マミノフは2018年現在FKチュメニの監督を務めている。

## キャリア
彼は現役時ロシア・プレミアリーグのFCロコモティフ・モスクワにおいてMFとしてプレーし、現役時代を通して移籍することはなかった。同クラブでは現役時代を通じ400試合以上に出場している。

## 代表
マミノフはサッカーウズベキスタン代表に2001年から2005年まで招集され、12試合に出場、3ゴールを挙げた。

## 成績
最終更新日: 2008年11月29日
| シーズン | チーム                   | ディヴィジョン | 出場 | 得点 |
| -------- | ------------------------ | -------------- | ---- | ---- |
| 1992     | FCロコモティフ・モスクワ | 1              | 0    | 0    |
| 1993     | FCロコモティフ・モスクワ | 1              | 2    | 0    |
| 1994     | FCロコモティフ・モスクワ | 1              | 11   | 1    |
| 1995     | FCロコモティフ・モスクワ | 1              | 11   | 1    |
| 1996     | FCロコモティフ・モスクワ | 1              | 31   | 3    |
| 1997     | FCロコモティフ・モスクワ | 1              | 31   | 6    |
| 1998     | FCロコモティフ・モスクワ | 1              | 19   | 3    |
| 1999     | FCロコモティフ・モスクワ | 1              | 21   | 3    |
| 2000     | FCロコモティフ・モスクワ | 1              | 17   | 2    |
| 2001     | FCロコモティフ・モスクワ | 1              | 25   | 5    |
| 2002     | FCロコモティフ・モスクワ | 1              | 28   | 4    |
| 2003     | FCロコモティフ・モスクワ | 1              | 23   | 2    |
| 2004     | FCロコモティフ・モスクワ | 1              | 18   | 1    |
| 2005     | FCロコモティフ・モスクワ | 1              | 20   | 0    |
| 2006     | FCロコモティフ・モスクワ | 1              | 5    | 0    |
| 2007     | FCロコモティフ・モスクワ | 1              | 9    | 0    |
| 2008     | FCロコモティフ・モスクワ | 1              | 17   | 0    |

## 獲得タイトル
クラブ
- ロシア・プレミアリーグ :
  - 優勝: 2 (2002, 2004)
  - 準優勝: 4 (1995, 1999, 2000, 2001)
  - 3位: 4 (1994, 1998, 2005, 2006)
- ロシア・カップ
  - 優勝: 5 (1995/96, 1996/97, 1999/00, 2000/01, 2006/07)
  - 準優勝: 1 (1997/98)
- ロシア・スーパーカップ
  - Winner: 2 (2003, 2005)
  - 準優勝: 1 (2008)
- CISカップ :
  - 優勝: 1 (2005)

個人タイトル
- ロシアベストプレーヤー33 :
  - 1位: 2004
  - 2位: 2002, 2003

## 監督キャリア
マミノフは2009年4月28日、ラシード・ラヒモフに代わりFCロコモティフ・モスクワの暫定監督に就任した。マミノフは初戦のスパルタク・ナルチク戦を勝利で飾った。ユーリイ・ショミンが新監督に就任すると、マミノフはアシスタントコーチに就任した。2011年6月にユーリイ・クラスノジャンが監督を解任されると、マミノフは再度暫定監督を務めることになった。暫定監督を3週間務めた後、ジョゼ・コウセイロが新監督に就任、再度アシスタントコーチに就任した。